# 홀어머니 (영화)
"홀어머니"는 한국에서 제작된 洪恩遠 감독의 1964년 영화이다. 김승호 등이 주연으로 출연하였고 윤종욱 등이 제작에 참여하였다.

## 출연

### 주연
- 김승호
- 조미령
- 강신성일
- 박암

## 기타
- 조명: 방기찬
- 미술: 정우택